# (6317) Dreyfus
(6317) Dreyfus  es un asteroide del cinturón principal perteneciente al cinturón de asteroides, región del sistema solar que se encuentra entre las órbitas de Marte y Júpiter.
Fue descubierto el 16 de octubre de 1990 por Eric Walter Elst desde el Observatorio La Silla.

## Designación y nombre
Designado provisionalmente como 1990 UP3 fue nombrado en referencia al infame caso Dreyfus, que conmocionó la sociedad francesa, reforzó los sentimientos religiosos, interrumpió el antiguo sistema de partidos y dividió a la nación durante doce años (1894-1906).

## Características orbitales
(6317) Dreyfus está situado a una distancia media del Sol de 2,242 ua, pudiendo alejarse hasta 2,374 ua y acercarse hasta 2,110 ua. Su excentricidad es 0,059 y la inclinación orbital 5,835 grados. Emplea 1226,26 días en completar una órbita alrededor del Sol.

## Características físicas
La magnitud absoluta de (6317) Dreyfus es 14,02. Tiene 5,640 km de diámetro y su albedo se estima en 0,153.